# Lars Nelson
Lars Fredrik Nelson, född 19 augusti 1985, är en svensk före detta längdskidåkare som tävlat på världscupsnivå och för Åsarna IK. Han har en femteplats som bästa resultat i världscupen från Holmenkollen 2014.
Det var under Tour de Ski 2011/2012 som hans genombrott kom där han åkte bra och tog flera världscuppoäng. Nelson deltog i olympiska spelen i Sotji 2014 där han tävlade på 15 km, skiathlon och i stafetten. På skiathlonen blev han tionde man och på 15 km i klassisk stil slutade han 15:e. I stafetten på 4x10 km körde han förstasträckan där han först tappade ena skidan men sedan ändå kunde vinna sträckan och bidra till Sveriges guld. Han avslutade sin tävlingskarriär i april 2015.